# Abaeté Linhas Aéreas
Abaeté Linhas Aéreas (mã ICAO = ABJ) là hãng hàng không của Brasil, trụ sở ở Salvador, Bahia. Hãng có các tuyến đường quốc nội. Căn cứ chính của hãng ở Sân bay quốc tế Deputado Luís Eduardo Magalhães, Salvador.

## Lịch sử
Hãng được thành lập năm 1979 dưới tên Aerotáxi Abaeté và bắt đầu hoạt động như hãng hàng không taxi. Năm 1985 hãng mua Atlanta Taxi Aereo. Năm 1995 hãng bắt đầu mở các tuyến đường chở khách thường xuyên trong nước dưới tên Abaeté Linhas Aéreas như hiện nay.

## Các nơi đến
(Tháng 1/2005):
- Barreiras
- Bom Jesus da Lapa
- Guanambi
- Salvador
- Brasília

## Đội máy bay
(Tháng 3/2007]]):
- 1 Embraer EMB 110 Bandeirante
- 5 Embraer EMB 110C Bandeirante
- 6 Cessna 208 Caravan
- 1 Cessna Caravan 675